# S/y Grażyna

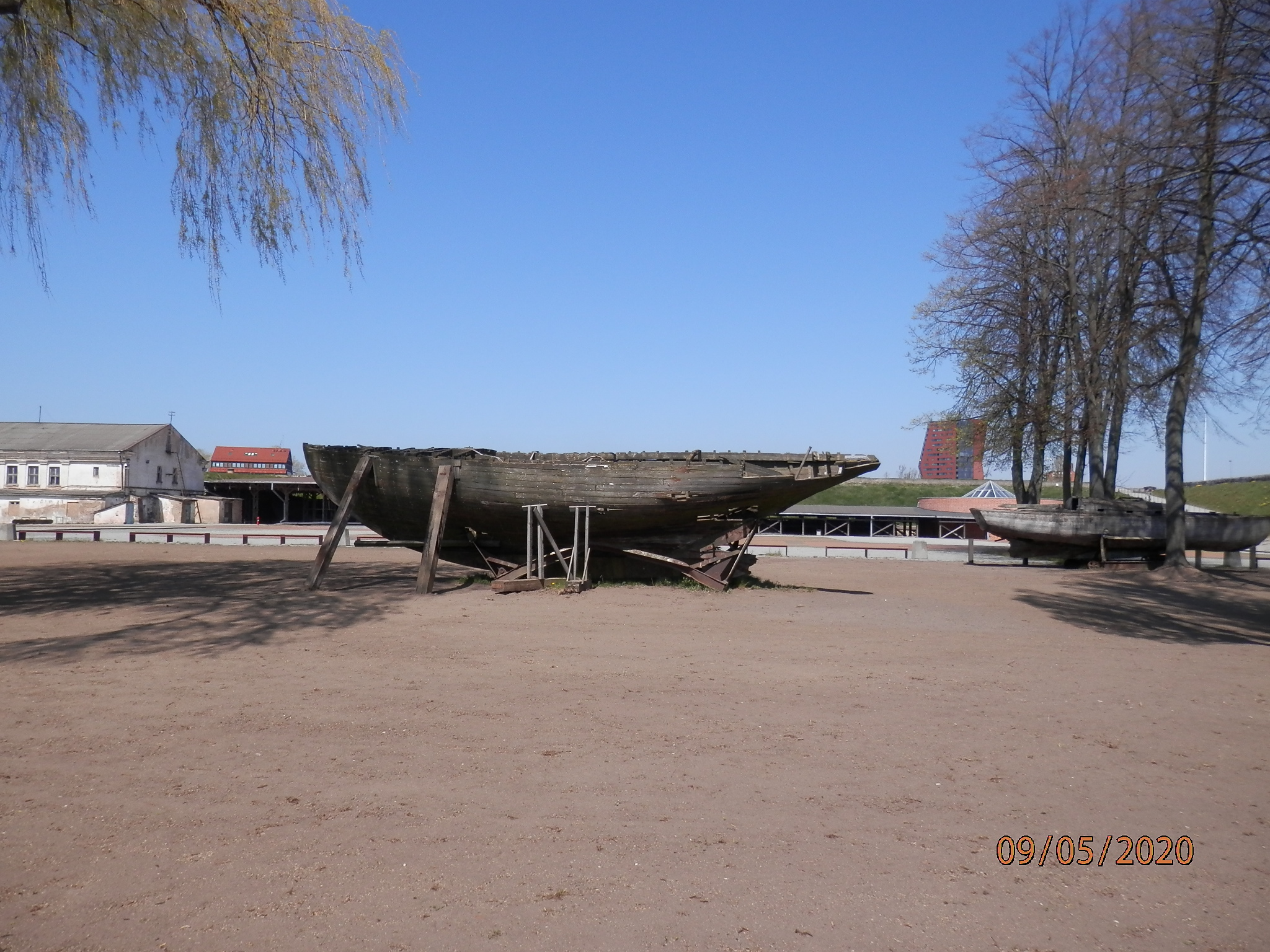
2020 TURO ex. Grazyna

Grażyna – jacht morski zbudowany w roku 1922 jako fiński „Turo”, przebudowany w 1934 r. i ochrzczony 29 lipca 1934 w Jastarni jako „Grażyna”.

## Historia i rejsy
Jacht do II wojny światowej służył morskiemu szkoleniu polskich harcerek. Jacht został ufundowany harcerkom z dobrowolnych składek, w czym swój udział miał ówczesny wojewoda śląski Michał Grażyński, od którego nazwiska (nota bene przybranego) pochodzi nazwa jednostki. Jacht był jolem podnoszącym cztery żagle: dwa sztaksle: fok i kliwer na bukszprycie, gaflowy grot oraz bermudzki bezan o łącznej powierzchni 76,5 m².
Pierwszym kapitanem Grażyny była Jadwiga Wolffowa-Neugebauerowa, pierwsza Polka, która otrzymała stopień kapitana jachtowego, a drugim (do roku 1939) kpt. Jadwiga Skąpska-Truscoe. Doprowadzenie do obecności na morskim żaglowcu załogi składającej się z samych kobiet, było w tamtych czasach rzeczą niezwykłą i osiągnięciem na miarę epoki (np. na harcerskiego Zawiszę, który podniósł banderę w czerwcu 1935 r., zgodnie z panującymi wówczas żeglarskimi obyczajami i przesądami dziewczęta nie miały wstępu).
W czasie jednego z pierwszych bałtyckich rejsów na „Grażynie” (1935) 12 dziewcząt przeżyło prawdziwy morski chrzest, napotykając sztorm. Jedna z uczestniczek tego rejsu – bosman Maria Bukarówna – ułożyła wówczas piosenkę „Pod żaglami Grażyny”, która – po „zaanektowaniu” przez harcerzy i niewielkich przeróbkach – zdobyła popularność jako „Pod żaglami Zawiszy”.